# Бахарская свита
Бахарская свита (Бахарская формация, Bakhar Formation) — геологическая формация, расположенная в Монголии, относится к юрскому периоду. Пласты свиты относятся к ааленскому-батскому ярусам средней юры и состоят из глинистых пород, отложенных в озёрной среде.

## Палеофауна
Среди остатков ископаемой фауны обнаружены насекомые, Platyperla propera, Proptychoptera altaica, Dysmorphoptila notodon, Mesocixiella gobiensis, Haenbea badamgaravae, Bakharia gibbera, Mongolojurina altaica, Shuragobia altaica, Ano da, A. net, A. nym, Blattula anuniversala, B. bacharensis, B. flamma, B. mikro, B. mini, B. universala, B. velika, B. vulgara, Caloblattina vremeni, Dostavba pre, Hra disko, H. bavi, H. nie, Nuurcala cela, Okras sarko, Perlucipecta cosmopolitana, Polliciblattula analis, P. tatosanerata, P. vana, Praeblattella jurassica, Raphidiomima chimnata, R. krajka, Rhipidoblattina bakharensis, R. konserva, R. sisnerahkab, Solemnia togokhudukhensis, Truhla vekov, рыбы (Palaeonisciformes) и остатки птерозавров из семейства Anurognathidae.

## Палеофлора
Формация также дала множество ископаемых флор в её угольных слоях, известных как флора Цаган-Овоо (Tsagan-Ovoo Flora), содержащая 32 мегафоссильных растительных таксона, относящихся к хвощам, папоротникам, цикадовым, гинкголеям, лептостробалеям, хвойным и гимноспермам. Три новых вида были названы: Ginkgo badamgaravii, Pseudotorellia gobiense и P. mongolica.